# Tipula procliva
Tipula procliva är en tvåvingeart som beskrevs av Alexander 1938. Tipula procliva ingår i släktet Tipula och familjen storharkrankar. Inga underarter finns listade i Catalogue of Life.